# Давньопольська мова

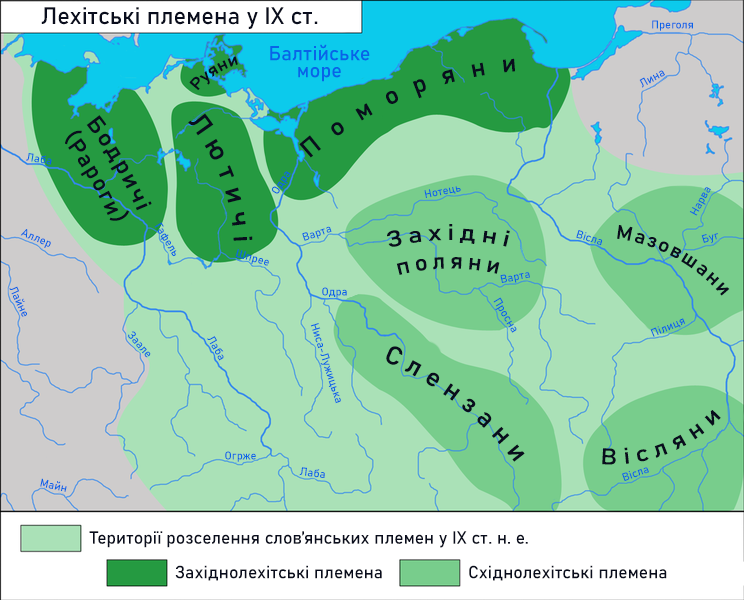
Мапа розселення лехітських племен

Давньопольська мова, також старопольська мова (пол. język staropolski) — назва початкового періоду розвитку польської мови, визначеного часовими рамками від моменту відокремлення польської мови з пралехітського діалекту до початку XVI століття (початку середньопольского періоду) або (без включення до давньопольського періоду дописемної епохи) з 1136 року, часу появи «Гнезненської булли» (пол. Bulla protekcyjna) — писемної пам'ятки з польськими глосами, до початку XVI століття. Кінець давньопольского періоду визначається постанням на базі культурного діалекту літературної польської мови.
Давньопольська мова характеризується такими фонетичними явищами і процесами, як: лехітська переголосовка; вокалізація сонантів /r/, /ŕ/ і /l/, /l'/; занепад редукованих; виникнення компенсувальної довготи у деяких голосних після втрати редукованих у слабкій позиції; випадіння інтервокального /j/ і стягнення голосних; втрата протиставлення голосних фонем за довготою-звуженістю; збіг спільнослов'янських носових /*ǫ/ і /*ę/ в одному голосному з подальшим розвитком його в носові /ǫ/ та /ę/; усталення замість загальнослов'янського рухомого наголосу спочатку ініціального (на першому складі), а потім парокситонічного (на передостанньому складі); перехід палаталізованих передньоязикових приголосних /s'/, /z'/, /t'/, /d'/ у середньоязикові палатальні шиплячі тощо. Для морфологічної системи давньопольської мови характерні: формування нової, побудованої за родовою ознакою системи відмінювання іменників: чоловічого, жіночого та середнього типів; втрата простих форм минулих часів, імперфекта та аориста; витіснення коротких іменних форм прикметників і дієприкметників повними (займенниковими); розвиток форм перфекта нових форм минулого часу тощо. Основний вплив на лексику давньопольської справляли латинська, чеська і німецька мова.
Джерелами для вивчення давньопольської мови в дописемну добу є дані порівняльно-історичної граматики слов'янських мов, матеріал польських діалектів і кілька пам'яток писемності з польськими глосами; джерела письмової доби — численні пам'ятки латинської мови з польськими глосами і пам'ятки, створені тільки польською мовою: «Свентокшиські проповіді» (пол. Kazania świętokrzyskie), «Флоріанський псалтир» (пол. Psałterz floriański), «Богородиця» (пол. Bogurodzica), «Шарошпатацька Біблія» (пол. Biblia szaroszpatacka) і багато інших.
Давньопольська мова була поширена головним чином на території сучасної Польщі: в ранню епоху свого існування — в польських племінних князівствах, пізніше — в Польському королівстві.

## Періодизація історії давньопольської мови
Етапи розвитку польської мови в наявних періодизаціях її історії в різних дослідників розглядаються часто по-різному. Авторами робіт з історії польської мови, як правило, виділяється різне число історичних періодів розвитку мови, тривалість цих періодів також нерідко визначається неоднаково. В одних періодизаціях поняття «давньопольська мова» охоплює дописьмову та письмову епохи (З. Клеменсевич), в інших — дописьмовий період розглядається окремо від давньопольського періоду (С. Слонський), по-різному також визначається тривалість дописьмового і письмового давньопольских періодів.

### Дописьмовий період

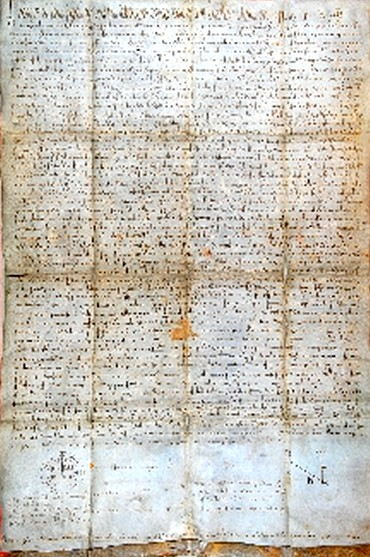
«Гнезненська булла»
(Bulla protekcyjna)
(1136 рік)

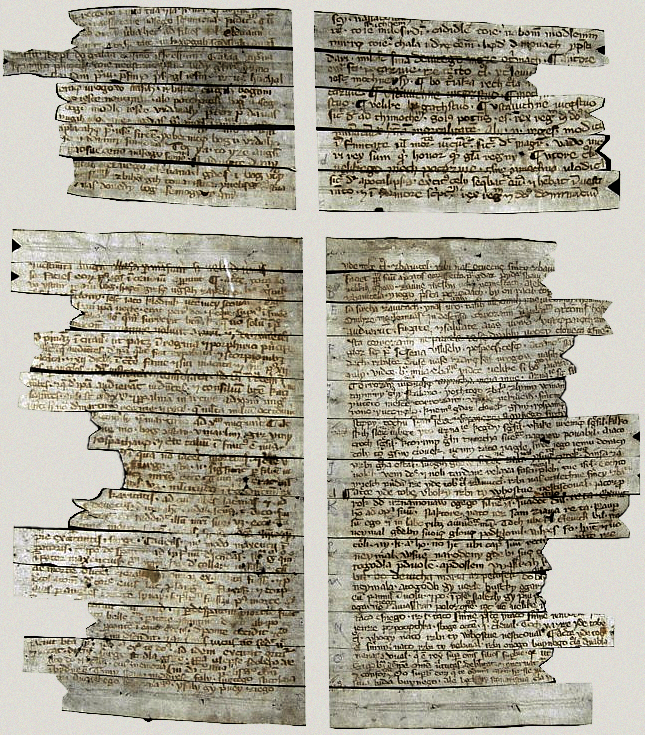
«Свентокшиські проповіді» (Kazania świętokrzyskie) (XIV століття)

У більшості періодизацій історії польської мови дописьмовий період визначається часом починаючи з відокремлення польської мови з праслов'янської (на думку С. Урбанчика, початок польської як окремої слов'янської мови сходить до межі IX і X століть) до 1136 року, коли з'явилася перша літературна пам'ятка з польськими глосами — протекторна булла папи Римського Інокентія II, видана гнезненському архієпископу Якубу з Жніна (пол. Bulla protekcyjna) — латинською мовою (включає близько 410 польських слів, власних імен та географічних назв). У періодизації С. Слонського дописьмовий період триває до початку XIV століття, часу появи перших пам'яток польською мовою. Дописьмовий період він розділив на два етапи, перший — до кінця XI століття з відсутністю пам'яток писемності — і другий — в XII—XIII ст.ст., коли з'явилися пам'ятки писемності латинською мовою з польськими глосами.
Пам'ятки з польськими глоссами відомі і раніше появи булли 1136 року, до них належать хроніка Географа Баварського (IX століття), у якій згадуються назви польських племен, і хроніка Тітмара (X—XI століття) з назвами польських племен, міст і річок. Окрім писемних пам'яток, джерелами для вивчення дописемного періоду є мовні явища польських діалектів та інших слов'янських мов.

### Давньопольський період
Власно давньопольський (старопольський) період (чи письмовий період давньопольської мови) обіймає час з 1136 року до початку XVI століття. С. Слонський в цьому відрізку часу виділяє другий дописьмовий період у XII—XIII століттях з письмовими пам'ятками латинською мовою з польськими глосами і перший період письмової доби з початку XIV століття до середини XVI століття з появою письмових пам'яток польською мовою і формуванням польської літературної мови. Я. Розвадовський визначав часові рамки давньопольського періоду з 1100 року до кінця XV століття (до втрати в польській мові довготи-короткості голосних), подібна періодизація, що встановлюється на основі процесу фонетичних змін, була запропонована також З. Штібером. У зазначену добу П. Зволінський виділяв три історичні періоди: перший (X—XII століття) з появою латинських пам'яток з польськими глосами; другий (XIII — середина XV століття) з появою перших пам'яток польською мовою; третій (середина XV — середина XVI століття) з другим чеським впливом і початковим періодом формування літературної польської мови. Границею між давньопольським і середньопольським періодами, яку майже всі дослідники історії польської мови визначають початком — серединою XVI століття, є значне граматико-структурне перетворення мови, так і найважливіші зміни в характері її функціонування: розвиток друкарства, проникнення польської мови в усі сфери письмово-літературного вжитку, зайняті в той час латинською мовою, становлення різноманітної за стилями і жанрами оригінальної польської писемності.
Давньопольський період відомий за різними грамотами, літописами, хроніками, надгробними написами та іншими пам'ятками писемності. Даний період історії польської мови охоплює пам'ятки латинською мовою з окремими польськими глосами (власні імена, географічні назви тощо), включаючи «Генрикову книгу» (пол. Księga henrykowska) XIII століття, яка містить речення, що вважається найпершим записаним польським реченням; а також пам'ятки польською, головним чином релігійного змісту — Біблію і її частини, житія святих, різні молитви, релігійну поезію тощо. Найдавнішою написаною польською релігійною пам'яткою є «Свентокшиські проповіді» (пол. Kazania świętokrzyskie) XIV століття. До світських пам'яток (число яких значно менше релігійних) відносять судові хроніки, звід статутів, різного роду поезію, переклади латинських документів, словники, листи тощо.

## Пам'ятки

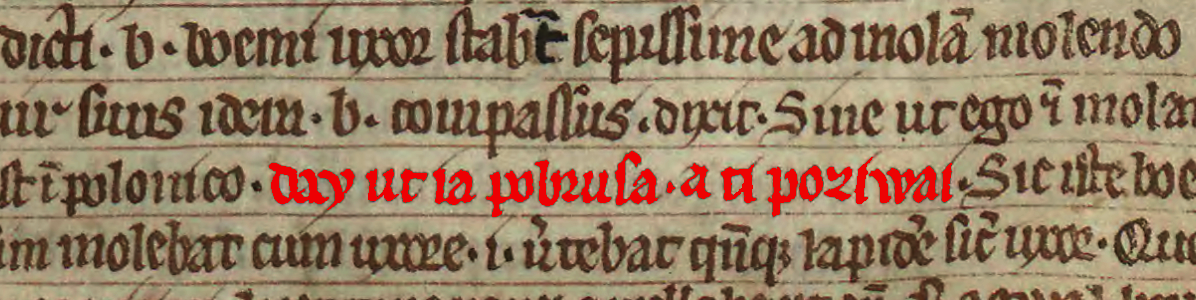
Речення, написане польською
в «Генриковій книзі» (Księga henrykowska)
(XIII століття)

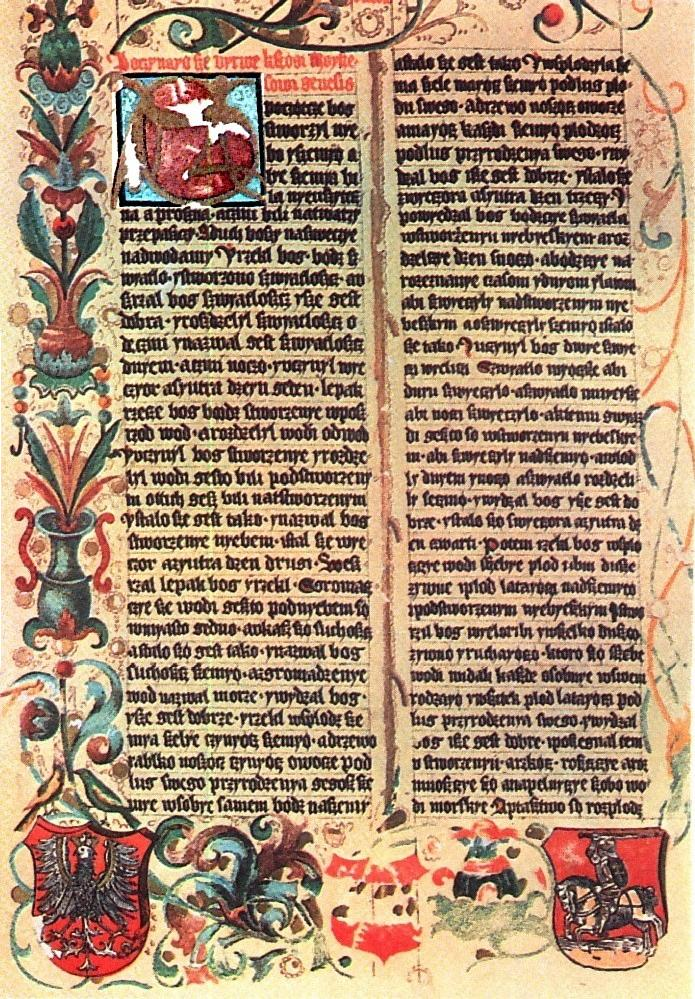
Сторінка з «Біблії королеви Софії»
(Biblia szaroszpatacka) (1455 рік)

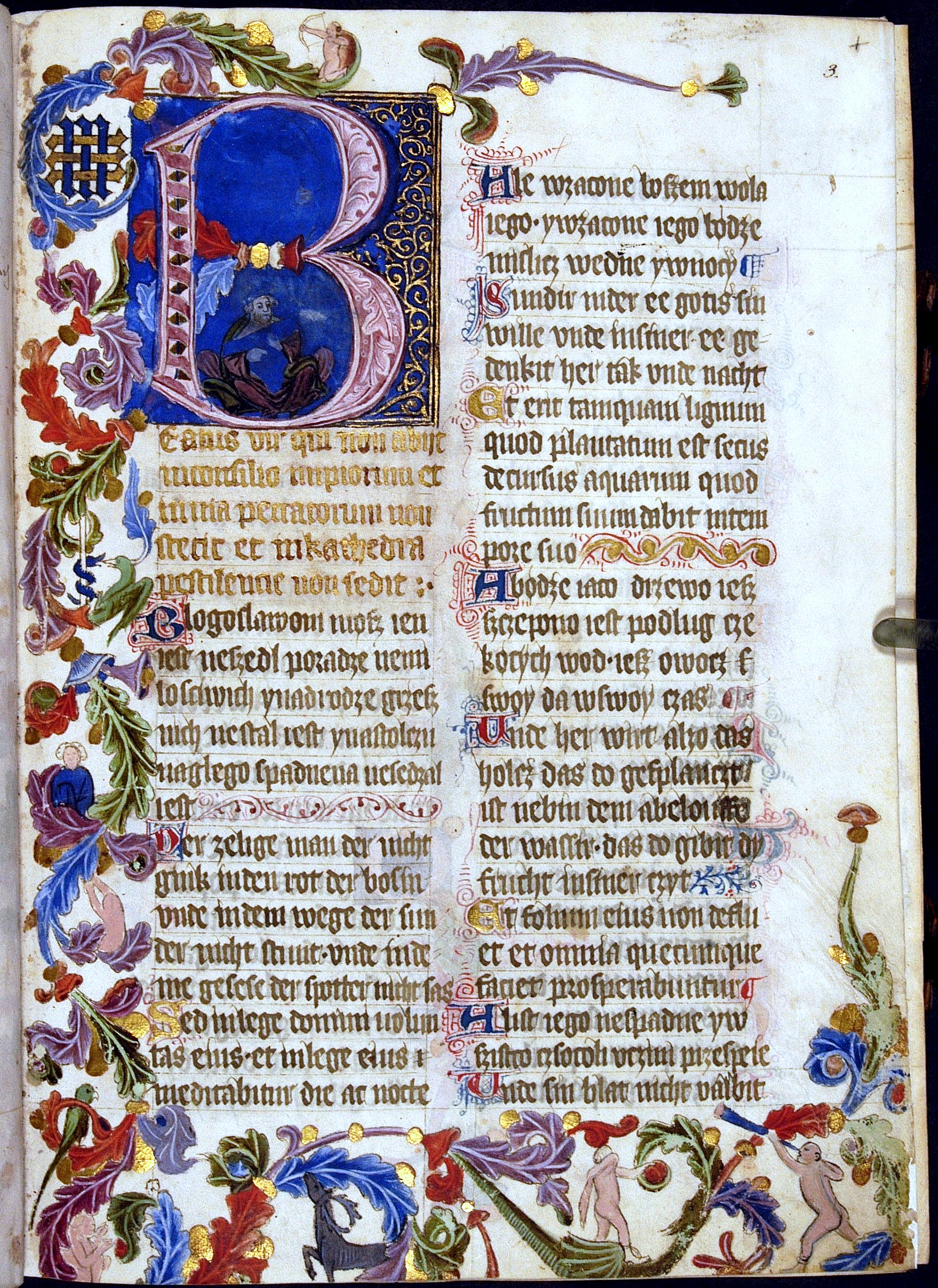
Сторінка з «Флоріанського псалтиря»
(Psałterz floriański)
(кінець XIV століття)

Пам'ятки латинською мовою з окремими польськими глосами:
- «Баварський географ» середини IX століття — перелічені назви деяких польських племен;
- «Хроніка Тітмара Мерзебурзького» рубежу X і XI століть — містить польські географічні назви і імена власні;
- «Dagome iudex» XI—XII століть — копія втраченого оригіналу кінця X століття, містить польські географічні назви та власні імена;
- «Гнєзненська булла» 1136 року;
- «Вроцлавська булла» 1155 року — містить близько 80 особових імен і географічних назв;
- «Хроніка Галла аноніма» XII століття, список XIV століття;
- «Хроніка Вінцентія Кадлубека» XII століття, копія XIII—XIV століть;
- «Тшебницький привілей» (пол. Przywilej trzebnicki) 1204 року — містить близько 230 особових імен;
- «Генрикова книга» (пол. Księga henrykowska) близько 1270 року — що містять перше речення, записане польською;
- «Liber fraternitatis Lubinensis»;
- «Некролог премонстратів».

Пам'ятки польською мовою:
- «Свентокшиські проповіді» (пол. Kazania świętokrzyskie) — збереглися в рукописі середини XIV століття — найдавніша пам'ятка польської мови;
- «Флоріанський псалтир» (пол. Psałterz floriański) кінця XIV століття;
- Судові записи (пол. roty sądowe, roty przysiąg sądowych) з кінця XIV століття — добре зберегли розмовну мову і побутову лексику тієї епохи;
- «Житіє св. Блажея» (пол. Żywot świętego Błażeja) XV століття;
- «Гнєзненські проповіді» (пол. Kazania gnieźnieńskie) кінця XIV — початку XV століття — мішана польсько-латинська пам'ятка;
- Релігійна пісня «Богородиця» (пол. Bogurodzica) (найдавніший запис пісні належить до XV століття) — перша поетична пам'ятка польської мови;
- «Біблія королеви Софії», або «Шарошпатацька біблія» (пол. Biblia królowej Zofii, або «Biblia szaroszpatacka») 1455 ріка — перший польський переклад Біблії;
- «Легенда про св. Дороту» (пол. Legenda o świętej Dorocie) початку XV століття;
- «Легенда про св. Олексія» (пол. Legenda o świętym Aleksym) — римована пам'ятка середини XV століття, що відображає риси мазовецького діалекту;
- «Легенда про св. Станіслава» (пол. Legenda o świętym Stanisławie);
- «Розмова магістра Полікарпа зі смертю» (пол. Rozmowa mistrza Polikarpa ze śmiercią) — римована пам'ятка, записана в 1463 року, що відображає риси мазовецького діалекту;
- «Скарга вмираючого» (пол. Skarga umierającego) другої половини XV століття;
- «Пісня сандомирянина» (пол. Pieśń Sandomierzanina) кінця XV століття;
- «Liber formularum et epistolarum» XV століття — містить перший зразок листа, написаний від імені жінки;
- «Марія, пречиста діва» (пол. Maryja czysta dziewice) XIV століття;
- «Жалі Богородиці під хрестом» (пол. Żale Matki Boskiej pod krzyżem, «Posłuchajcie bracia miła») кінця XV століття;
- «Христос воскрес» (пол. Krystus z martwych wstał je) XIV століття;
- «Твої святі воскресять» (пол. Przez Twe święte z martwych wstanie) XIV століття;
- «Ісус Христос, боголюдина» (пол. Jezus Krystus Bóg człowiek) початку XV століття;
- «Слався, Царю небесний» (пол. Zdrów bądź, Królu niebieski) початку XV століття;
- Творчість Владислава з Ґельново під Опочно (пол. Władysław z Gielniowa pod Opocznem) — близько 1440—1505 років:
  - «Ісуса Юда зрадив» (пол. Jezusa Judasz przedał);
  - «Ангели вже веселяться» (пол. Już się anieli wiesielą);
  - «Коли правив Август» (пол. Augustus kiedy królował);

- Молитви:
  - Отче наш;
  - Аве Марія;
  - Вірую;
  - Confiteor;

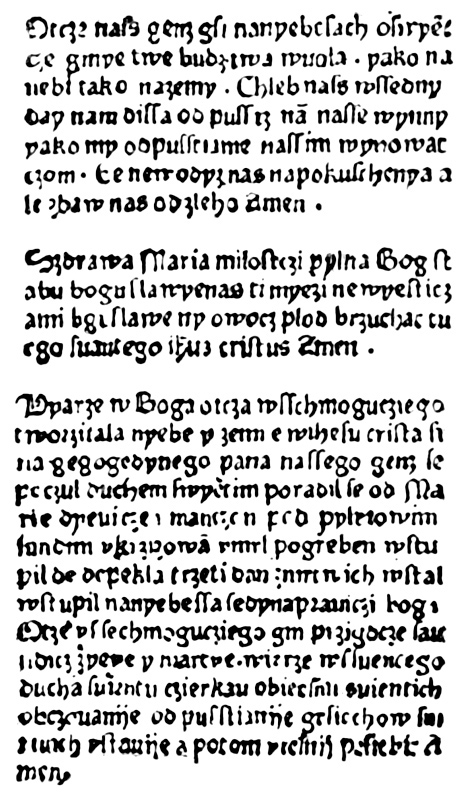
Молитви «Ojcze nasz», «Zdrowaś Mario» і «Wierzę w Boga» — перша друкована сторінка польською мовою (1475 рік)

- «Пулавський псалтир» (рос. Psałterz puławski) кінця XV століття, що відображає риси малопольського діалекту;
- «Книжечка Навойки» — молитовник кінця XV століття;
- «Часослов Вацлава» — молитовник;
- «Проповідь на день всіх святих» середини XV століття;
- «Августиніанські проповіді» (рос. проповіді augustiańskie) рубежу XV і XVI століть;
- «Проповіді про Пречисту Діву Марію» початку XVI століття;
- «Пісня про вбивство Анджея Тенчинського» (рос. Про вбивство Андрія Tęczyńskiego) кінця XV століття;
- Апокриф:
  - «Пшемиські роздуми» (пол. Rozmyślanie przemyskie) XV століття (збереглися в рукописі XVI століття), що відображає риси північних малопольських говірок;
  - «Лист Лентула до римського Сенату» (пол. List Lentulusa do Senatu rzymskiego) середини XV століття;
  - «Вирок Пилата» (пол. Wyrok Pilata) рубежу XV і XVI століть;
  - «Звістка блага про муку Христову» (пол. Sprawa chędoga O me Pana Chrystusowej);
  - «Євангеліє від Никодима» (пол. Ewangelia Nikodema);
  - «Історія трьох волхвів» (пол. Historia trzech króli);
- «Кодекс Свентослава» (пол. Kodeks Świętosławów) — звід статутів XV століття;
- «Кодекс Дзялинських» (пол. Kodeks Działyńskich) близько 1466;
- «Кодекс Страдомського» XV-початку XVI століття;
- Переклад з латинської роману про Александра Великого (лат. Alexander de proeliis, пол. Historyja Aleksandra Wielkiego) 1510а, виконаний Леонардом з Бунчі;
- «Магдебурзькі місцеві норми» (пол. Ortyle magdeburskie) — переклад з німецької;
- «Щоденники яничара» (пол. Pamiętniki janczra, «Kronika turecka») — переклад із сербської;
- «Гуситська пісня про Сигізмунда Люксембурзького» (пол. Pieśń husycka o królu Zygmuncie Luksemburczyku);
- «Пісня про Віклефа» (пол. Pieśń o Wiklefie);
- «Вірш про хлібний стіл» (пол. Wiersz o chlebowym stole);
- «Тридентський вокабуляр» (пол. Wokabularz trydencki) — латинсько-польський словник 1424 року, близько 500 слів;
- «Трактат про орфографію» (пол. Traktat o ortografii) Якуба Паркошовіца;
- «Сатира на ледачих селян» (пол. Satyra na leniwych chłopów) середини XV століття;
- Любовна поезія:
  - «Пісня про вибір дружини» (пол. Pieśń o wybieraniu żony);
  - «Я давно відвідав чужину» (пол. Dawnom zwiedził cudze strony);
  - «Кохай, мила, кохай вірно» (пол. Miłuj, miła, miłuj wiernie);
  - «Cantilena inhonesta».

## Діалекти

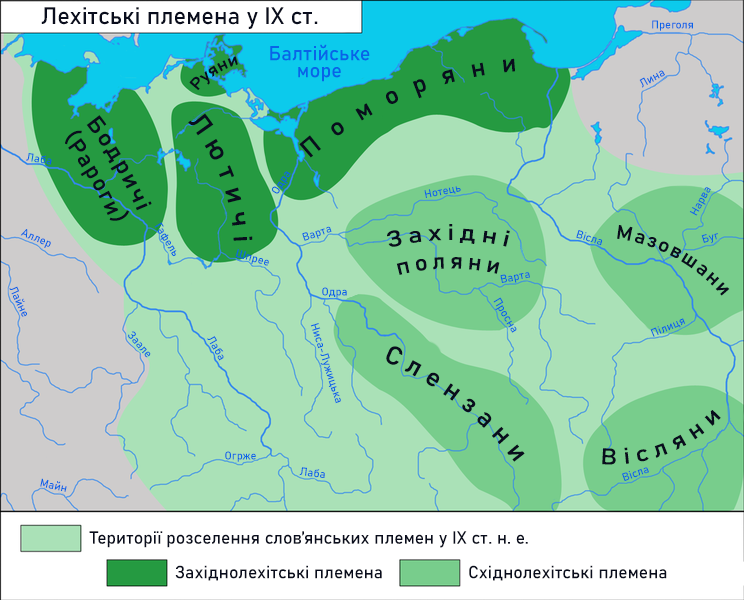
Мапа розселення лехітських племен
в IX столітті

Для давньопольської мови були характерні діалектні відмінності, відомі ще з доби формування східнолехітських племен: відносній мовній єдності полян, віслян і слензан протиставлявся діалект мазовшан, що відрізнявся такими давніми ізоглосами, як наявність глухого типу сандгі і перехід прасл. *l перед /t/, /d/, /s/, /z/, /n/, /r/, /ł/ в oł. Ще більш відокремленим від інших був діалект західнолехітського племені поморян.
Основні фонетичні процеси дописьмової і ранньописьмової доби давньопольського періоду перебігали на польській мовній території однаково, більшість рис, що характеризують сучасні групи польських діалектів (великопольську, малопольську, мазовецьку і сілезьку), сформувалися відносно пізно. У той же час деякі говірки сучасних польських діалектів характеризуються низкою архаїчних рис, що існували в давньопольський період у літературній мові і пізніше зникли в ній. До даних діалектних рис належать такі, як ініціальний наголос; фонетична і фонологічна самостійність рефлексів колишніх довгих голосних; збереження вібранта /ř/; наявність нестягнених форм в іменах; збереження реліктів двоїни; наявність присвійних прикметників; відсутність узгоджувальної категорії чоловічої особи тощо.

## Історична характеристика

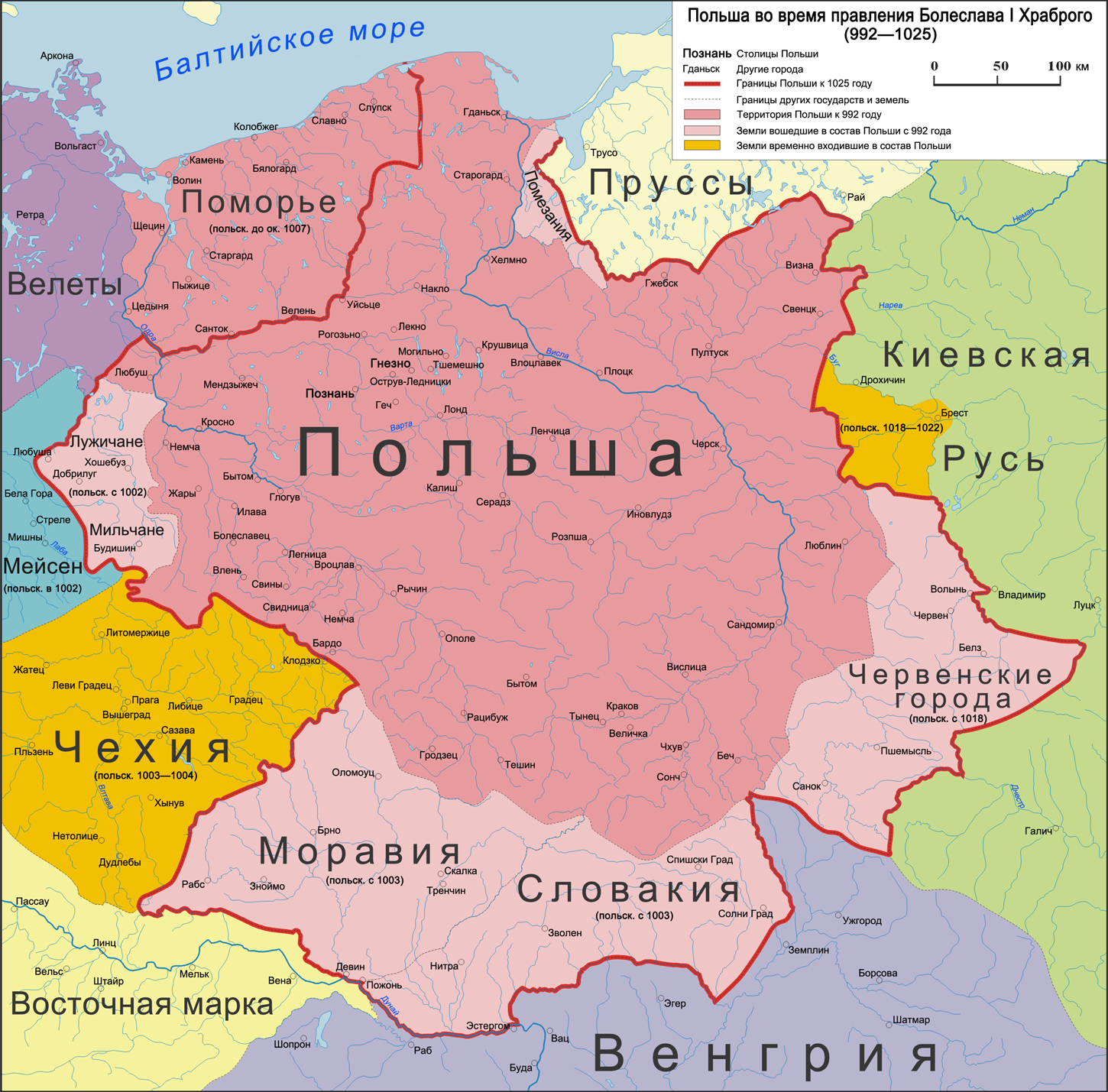
Польща в 992—1025 роках

Давньопольський період, окрім внутрішньомовних змін у фонології, морфології і лексиці, характеризується також низкою історико-культурних подій, що вплинули на розвиток польської мови, починаючи від відокремлення давньопольської з пралехітського діалекту праслов'янської мови і закінчуючи формуванням польської загальнонаціональної літературної мови ближче до XVI століття.
Найважливішими подіями, що сприяли формуванню та подальшому розвитку давньопольської мови, були утворення єдиної польської держави в X столітті (включила племінні князівства полян, віслян, сленжан, мазовшан і поморян, що виникли на основі раніших племінних союзів) з центром у Великій Польщі і прийняття християнства у 966 році. Ці події призвели до консолідації різнорідного населення польських земель в один народ і, як наслідок, сприяли інтеграції племінних діалектів і формуванню спільного культурного діалекту, що став пізніше основою загальнонаціональної літературної мови, а також сприяли розвитку писемності польською мовою. У той же час прийняття християнства, яке відіграло значну роль в об'єднанні Польщі, призвело до того, що польська опинилася під сильним впливом латинської мови, яка стала літературною мовою поляків і зберігала цей статус протягом усього давньопольського періоду. Тривала взаємодія давньопольської з латинською мовою знайшла відображення в численних латинських лексичних запозиченнях. Окрім латинського значним у давньопольський період був вплив чеської мови, яка слугувала не тільки посередником при запозиченні латинських і німецьких слів, зразком калькування, в тому числі і синтаксичного, але й еталоном кодифікації.

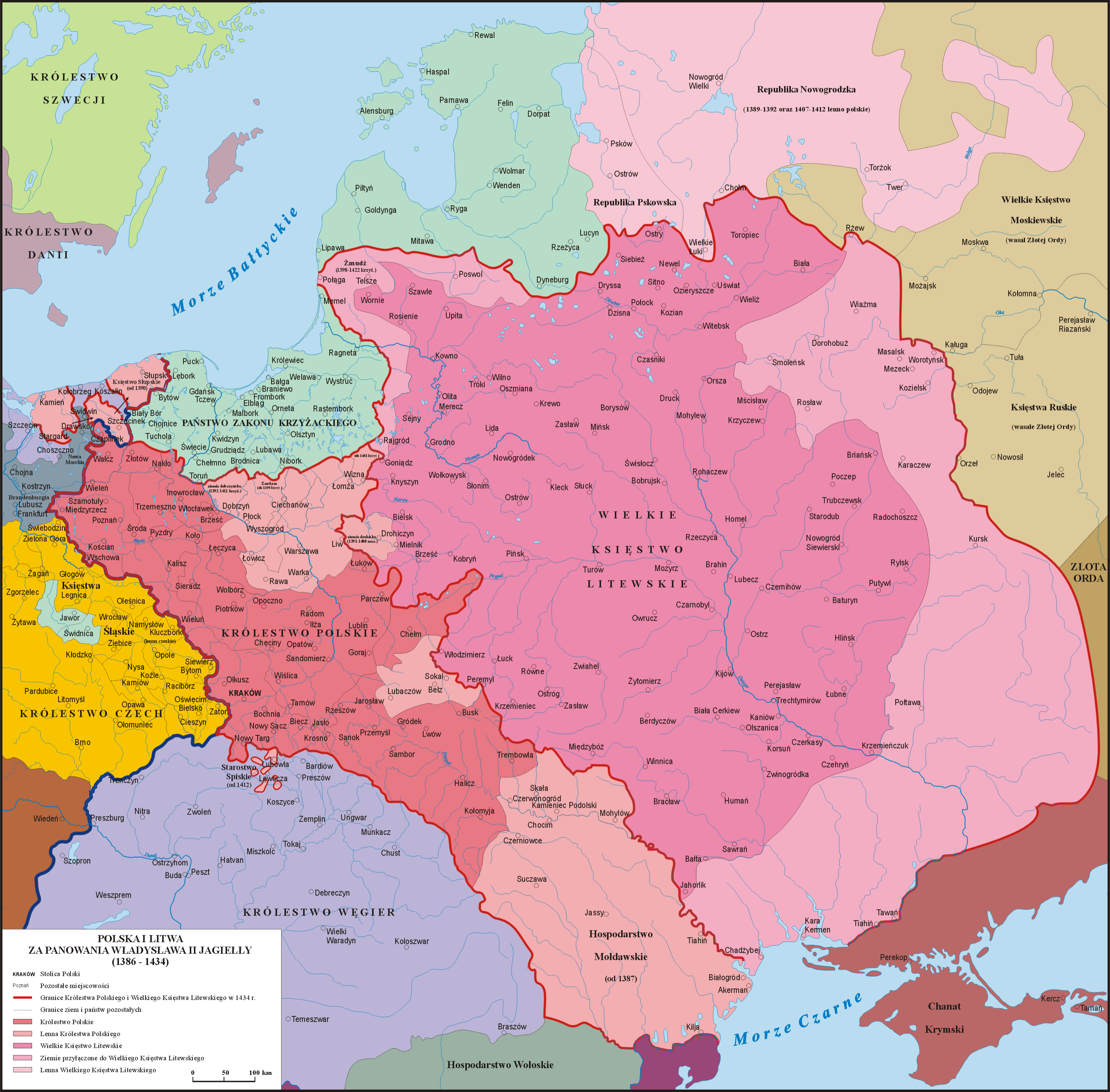
Польське королівство в 1386—1434 роках

Протягом древнепольского періоду відзначалися такі події, що наклали відбиток на розвиток польської мови і території її поширення, як перенесення столиці Польщі до Кракова: розвивавшись спочатку на базі великопольських говірок, польська літературна мова потрапила в сферу впливу говірок малопольського діалекту; захоплення і колонізація німцями частини західних і північних польських земель (Західне Помор'я, Нижня Сілезія та інші), що призвело до скорочення польського мовного ареалу; розвиток до XVI століття книгодрукування (1513 року з'являється перша друкована польська книга — переклад середньовічного молитовника Hortulus animae), що сприяє усталенню загальних мовних норм, уніфікації графіки, яка базується на латинській абетці, формування основи сучасного польського правопису.
На думку більшості дослідників історії польської мови, на пізньому етапі давньопольського періоду в XV—XVI століттях стається оформлення літературно-мовного статусу польської мови, вона починає вживатися у всіх сферах функціонування, притаманних літературній мові: польська стає мовою державного діловодства, суду, школи (як допоміжна мова при навчанні стародавніх мов), стає мовою художньої літератури (прози і поезії), політичної, релігійної та філософської публіцистики.

## Письмо та правопис

Знак для носового звука

Графіка древнепольских пам'яток писемності характеризується непослідовністю у вживанні буквених знаків: відповідно різним звукам можливо було використання одного і того ж знака, і різними знаками міг передаватися один звук. Розрізняють «простий» і «складний типи графіки», що застосовувалися в давньопольській мові. До пам'яток писемності з простою графікою відносять всі латинські пам'ятки XII—XIII століть з польськими глосами, а також «Свентокшиські проповіді», до пам'ятників зі складною графікою відносять пам'ятки XIV—XV століть польською мовою.
У «простому типі графіки» польські звуки передані за допомогою латинського алфавіту без урахування того, що для польських м'яких, носових, шиплячих звуків в даному алфавіті не було відповідних знаків. Той самий буквений знак міг передавати кілька звуків: знак z, наприклад, міг вживатися для звуків /ś/, /s/, /z/, /ź/, /ž/, /ʒ/, /ʒ́/, знак s — для звуків /s/, /š/, /z/, /ž/; той самий звук міг передаватися кількома знаками: звук /j/ міг бути переданий знаками g, i, j, y, звук /ʒ́/ — знаками z та d, звук /č/ — знаками c та ch тощо. У пам'ятках з простою графікою також не позначалася м'якість, використовувалися спеціальні знаки ʃ чи ʃʃ (для /ś/, /š/, /ž/) та ѻ, φ (в «Свентокшиських проповідях») для носового звука (у «Гнезненській буллі» для носових переднього і заднього ряду використовувалися поєднання голосних з n і m: am, an, em, en, рідко um, un).
У «складному типі графіки» польські звуки, відсутні в латинській мові, передаються за допомогою лігатур (поєднань літер) — диграфів і триграфів. Наприклад, для звука /ʒ/ використовується лігатурне позначення dz, для /š/ — sz, для /ř/ — rz, для /х/ — ch тощо. Носовий голосний передавався зазвичай знаком ѻ. Нерідко для позначення довгих голосних використовувалося подвоєння знаків (aa, ee, yy, ѻѻ, ii, uu). При цьому зберігалася непослідовність при передачі звуків /i/ та /y/, у позначенні рядів (/s/, /z/, /c/, /ʒ/) — (/š/, /ž/, /č/, /ǯ/) — (/ś/, /ź/, /ć/, /ʒ́/), позначення м'якості приголосних, довготи голосних та ін.
У XV — початку XIV століття з'являються перші орфографічні трактати, метою яких було нормалізувати польську графіку: трактат ректора Краківського університету Якуба Паркошовіца 1440 року і трактат С. Заборовського 1518 року, які не справили, втім, помітного впливу на розвиток графіки та правопису польської мови. Подолання непослідовності польської графіки пов'язується з появою перших друкованих творів у друкарнях Кракова з XVI століття. Краківські друкарі виробили графіку, яка зберігала традиційний спосіб позначення, вживаний у польських рукописних пам'ятках, одночасно вводячи елементи діакритики для усунення непослідовності графіки попереднього періоду. У друкованих виданнях друкарень Кракова цього періоду були закладені основи сучасної польської графіки та орфографії (яка оформилася остаточно після нечисленних змін у новопольський період).

## Лінгвістична характеристика

### Фонетика
Історія змін звукового ладу давньопольської мови характеризується основною тенденцією — спрощенням системи вокалізму з поступовим підпорядкуванням її дедалі складнішій системі консонантизму.

#### Дописьмовий період до XII століття
Фонетика давньопольського дописьмового періоду (до XII століття):
- Лехітська переголосовка 'e > 'o, 'ě > 'a, 'ę > 'ąo, ŕ̥ > r̥, l̥’ > l̥ перед твердими передньоязиковими приголосними.
- втрати складовості сонантами r̥, ŕ̥ та l̥, l̥’ і розвиток на їхньому місці сполучень з голосними, що завершилися до XII століття. Залежно від приголосного після сонанта відбулися зміни: *ŕ̥ > ar; *r̥ > ar, *r̥ > ir, *r̥ > irz; *l̥’ > łu, *l̥’ > eł, ōł, *l̥’ > il; *l̥ > łu, *l̥ > eł, *l̥ > oł, uł.
- Загальнослов'янський занепад редукованих ближче до XI століття, вокалізація їх у сильній позиції (*sъ̥nъ̭ > sen «сон», *pь̥sъ̭ > pies «пес, собака») і втрата в слабкій (*lěsъ̭ > las «ліс»).
- Випадіння в іменниках і прикметниках звука /j/ в інтервокальному положенні (*rǫkojǫ > ręką «рукою», *obličьje > oblicze «обличчя» тощо).
- Розвиток компенсувальної довготи після втрати слабких редукованих: *rogъ̭ > rōg (суч. пол. róg, «ріг»), *vozъ̭ > vōz (суч. пол. wóz, «віз») тощо.
- Протиставлення голосних фонем за довготою-короткістю.
- Наявність носових голосних заднього і переднього ряду ą̄, ą̆, ę̄, ę̆.
- Скорочення числа голосних фонем. Ближче до XII століття з 20 голосних (давньопольська система голосних у VIII—IX століттях збігалася з пізньопраслов'янською системою з 20 фонем) залишилося 14 внаслідок вокалізації редукованих у сильній позиції і втрати їх в слабкій, збігу i та y в одній фонемі в результаті розвитку категорії твердості-м'якості і внаслідок змін /ě/ в /'a/ та /'e/.
- Розвиток фонематичної категорії твердості-м'якості, як і в інших слов'янських мовах, після втрати редукованих в слабкій позиції.
- Пом'якшення k, g перед i (з *y).

#### Період XII—XIII століть
Фонетика давньопольського письмового періоду (XII—XIII століття):
- Збіг у другій половині XIII століття носових голосних заднього і переднього ряду ą̄, ą̆, ę̄, ę̆ в довгому ą̄ і короткому ą̆[35].
- Зміна давньопольських груп ir/yr в er.
- Рухомий наголос, що зберігався ще в XIII столітті, перетворюється на ініціальний (на початковому складі), як у чеській, словацькій і лужицьких мовах, ближче до XIV століття[36].
- Перехід у XII—XIII століттях м'яких /t'/ і /d'/ у середньоязикові африкати: t’ > ć, d’ > ʒ́; а також перехід м'яких s’ та z’ у середньоязикові ś та ź.
- Розвиток шиплячого призвука у *r’: *r’ > r' š', *r’ > r' ž' (ř’).
- Збільшення числа приголосних фонем у зв'язку з появою в XII—XIII століттях фонем /f/, /f’/ у результаті оглушення v, v’.

#### Період XIV— початку XVI століття
Фонетика давньопольського письмового періоду (XIV — початок XVI століття):
- Початок з XV століття тривалого процесу перетворення ініціального наголосу на парокситонічний (на передостанньому складі). Таке перетворення, можливо, було пов'язане з виникненням у багатоскладових словах побічного наголосу на передостанньому складі, який згодом став основним (підтримувався тим, що в двоскладових і односкладових словах основним був наголос на передостанньому складі).
- Випадіння в дієсловах і займенниках звука /j/ в інтервокальному положенні (*bojati sę > bać się, «боятися», *stojati sę > stać się, «становитися, ставати» тощо).
- Продовження процесу переходу ir > er, irz > erz.
- Втрата до XVI століття протиставлення голосних фонем за довготою-короткістю. Замість нього сформувалося в деяких випадках протиставлення чистих (пол. jasny) і звужених (пол. ścieśniony, pochylony) голосних (довгі голосні в давньопольській були вузькими і високими: /ō/ вимовлялося як /ȯ/, /ā/ — як /е/, /ē/ — як /eі/ або /ey/; при втраті довготи звуження в цих звуках стало їхньою основною ознакою), довгі і короткі /i/ та /u/ якісно не розрізнялися і злилися в короткі фонеми /i/ та /u/. У часи Я. Паркошовіца довгі голосні ще існували, а за свідченням С. Заборовського, в 1514 році їх вже не було[38].
- Втрата ближче до другої половини XV століття довготи, як і іншими голосними у цей період, носовим /ą/: він був перетворений на /ą/ (з вимовою, близькою до /a/), короткий носовий /ą/ перейшов в /ę/.
- На рубежі XV і XVI століть ствердли приголосні š, ž, č, ǯ, c, ʒ і, навпроти, k та g пом'якшилися перед y (після чого y змінилося в i) і e[39].
- Розвиток так званої «розщепленої» вимови носових голосних перед проривними приголосними.
- Дисиміляція в групі ćc (з *tъ̭c) > jc у другій половині XV століття.
- Збільшення частотності вживання приголосних /f/, /f'/ у результаті запозичень з німецької і латинської мов, часто через посередництво чеської мови.

### Морфологія
Хронологічні межі змін багатьох давньопольських граматичних явищ не простежуються до появи текстів польською мовою. З небагатьох встановлених морфологічних змін найбільш значними, що відбулися в дописьмовий період і в період появи пам'яток з польськими глосами до XIV століття, є:
- Початок процесу перебудови відмінювання імен за родовою ознакою.
- Втрата простих форм минулих часів (імперфекта й аориста).

Для періоду з XIV століття, коли з'явилися пам'ятки писемності польською мовою, характерні такі зміни в морфології:
- Подальше формування нової, побудованої за родовою ознакою системи відмінювання іменників: чоловічого, жіночого і середнього типів.
- Поступове витіснення коротких іменних форм прикметників і дієприкметників повними (займенниковими).
- Розвиток з форм перфекта нових форм минулого часу типу wyszedł jeśm > wyszedłem («я вийшов»), przyszli jeśmy > przyszliśmy («ми прийшли») тощо.

### Лексика
Лексичний склад давньопольської мови з погляду походження включав праслов'янський лексичний фонд (у тому числі слова праіндоевропейського походження і запозичення епохи праслов'янської єдності з готської, грецької, латинської мов, іранізми), слова, спільні для західнослов'янських мов, спільні для мов лехітської підгрупи, власно польські інновації, а також запозичення, що проникали до польської з інших мов (перш за все латинської, чеської і німецької) протягом всього даного історичного періоду.

#### Праслов'янська лексика
До лексики праслов'янського фонду належать слова, що є досі основними і найбільш уживаними в польській мові. У їхньому складі:
- Іменники, що позначають природні явища: deżdż (суч. пол. deszcz, «дощ»), śniég (суч. пол. śnieg, «сніг»), cień («тінь»), wiatr («вітер»), niebo («небо»), słońce («сонце»), woda («вода»), pole («поле»), rzéka (суч. пол. rzeka, «річка»), żelazo («залізо») тощо; 
 Темпоральні імена: dzień («день»), północ («північ»), lato («літо») тощо; 
 Іменники, пов'язані з фауною: wilk («вовк»), wrona («ворона, ґава»), krowa («корова»), pszczola («бджола») тощо; 
 Іменники, пов'язані з флорою: dąb («дуб»), sosna («сосна»), owies («овес») тощо; 
 Назви частин тіла: głowa («голова»), ręka («рука»), noga («нога»), oko («око») тощо; 
 Іменники, пов'язані зі спорідненістю: ojciec («батько»), siostra («сестра»), wnęk (суч. пол. wnuk, «онук») тощо; 
 Назви осіб: wróg («ворог»), sąsiad («сусід»), sługa («слуга») тощо; 
 Назви предметів і знарядь праці: kosa («коса»), sierp («серп») тощо; 
 Назви будівель та їхніх частин: okno («вікно»), ściana («стіна») тощо; 
 Іменники, пов'язані із суспільним життям: sąd («суд»), plemię («плем'я») тощо; 
 Військові терміни: wojna («війна»), miecz («меч») тощо. 
 Крім того, окрему групу становлять іменники праслов'янського походження, що позначають абстрактні поняття: rozum («розум»), wola («воля»), wiara («віра»), grzech («гріх»), prawda («правда»), życie («життя»), imię («ім'я»), mądrość («мудрість»), moc («сила, міць») тощо.
- Прикметники, що позначають якості і властивості живих істот: młody («молодий»), stary («старий»), wysoki («високий»), niski («низький»), żywy («живий») тощо; 
 Прикметники, що позначають ознаки і властивості предметів: mały («маленький»), wielki («великий»), lekki («легкий»), miękki («м'який») тощо; 
 Прикметники, що позначають кольори: biały («білий»), czarny («чорний»), żółty («жовтий») тощо; Прикметники, що позначають психічні властивості:
 dobry («добрий»), zły («поганий, злий»), szczodry («щедрий») тощо.
- Дієслова фізичної дії і стану: siedzieć («сидіти»), spać («спати»), widzieć («бачити, видіти»), słyszeć («чути»), pić («пити») тощо; Дієслова фізичної діяльності:
 szyć («шити»), mleć («молоти»), pisać («писати»), uczyć («вчити») тощо; 
 Дієслова психічної діяльності: chcieć («хотіти»), myśleć («думати») тощо.
- Невелику частину праслов'янського фонду становлять числівники, займенники, прийменники і сполучники.

Частиною праслов'янського фонду є індоєвропейські слова: mać («мати»), brat («брат»), byk («бик»), kość («кістка»), wieźć («везти») тощо,
стародавні запозичення з готської: istba (суч. пол. izba, «кімната»), książę («князь»), kupić («купити») тощо, латинської та грецької мов: cesarz («імператор»), poganin («поганин, язичник») тощо, іранізми: patrzeć («дивитися») та інші.

#### Запозичення
Запозичення з латинської та чеської мов з'являються у великій кількості в давньопольській мові після прийняття поляками християнства, дана лексика була пов'язана насамперед з релігійною та науковою термінологією. Запозичення проникали як безпосередньо з латинської і чеської, так і через посередництво інших мов, головним чином через письмові джерела:
- значне число латинізмів проникло до польської з чеської мови, оскільки для польських перекладачів зразком релігійної літератури служили насамперед чеські переклади з латинської: anioł («ангел»), пор. лат. angelus, pacierz («молитва»), пор. лат. Pater noster («Отче наш») тощо;
- частина латинської лексики запозичена через німецьку мову;
- запозичення могли проходити через кілька мов — з латинської до італійської, з італійської до німецької, з німецької до чеської і вже з чеської до польської. Прикладами складного шляху запозичення через німецьку і чеську мови можуть бути такі латинізми: biskup («єпископ»), kościół («церква, костьол»), chrzest («хрещення»), psałterz («псалтир») тощо.

Власне богемізми давньопольського періоду: obywatel («громадянин»), własny («власний»), władza («влада»), brama («брама»), hańba («ганьба»), serce («серце»), wahać się («вагатися»), czerwony («червоний»), jedyny («єдиний»), wesoły («веселий») тощо.
Латинізми давньопольського періоду (включаючи слова, що потрапили до латинської з грецької, давньоєврейської та інших мов): cebula («цибуля»), kryształ («кристал»), kancelaria («канцелярія»), bakałarz («бакалавр»), kalendy («календи, перше число місяця»), balsam («бальзам») тощо.
На відміну від латинських і чеських запозичень, що з'являлися в польській мові насамперед з книг, німецькі запозичення проникали безпосередньо в ситуації усного мовного контакту з поляками численних німецьких переселенців з Німеччини, які заселяли західну Польщу і міста, що отримали магдебурзьке право. Найбільш активно германізми запозичувалися в XIII—XV століттях. Німецькі запозичення здебільшого належали:
- до побутової сфери: talerz («тарілка»), zegar («годинник, дзиґар»), kubeł («відро»), szuflada («шухляда»), mila («миля»), fartuch («фартух»), szkoda («шкода»), żart («жарт») та ін.
- до сфери господарсько-економічного життя, міського устрою та управління: ratusz («ратуша»), gmina («гміна»), burmistrz («бурмистр»), cło («мито»), żołd («жалування, платня»), jarmark («ярмарок»), rachować («рахувати»), waga («вага»), funt («фунт»), mistrz («майстер»), kształt («кшталт»), malarz («маляр»), rymarz («лимар»), mur («мур»), cegła («цегла»), filar («стовп»), alkierz («альков», «алькер»), plac («площа»), rynsztok («риштак»), szturm («штурм», «напад»), maszt («щогла»), żagiel («вітрило») тощо.